# Lasarte-Oria
Lasarte-Oria is een gemeente in de Spaanse provincie Gipuzkoa in de regio Baskenland met een oppervlakte van 6 km². Lasarte-Oria telt 18.152 inwoners (1 januari 2016). Het dorp ligt onder de rook van San Sebastian en is aangesloten op de metro van die stad middels het metrostation Lasarte-Oria. 

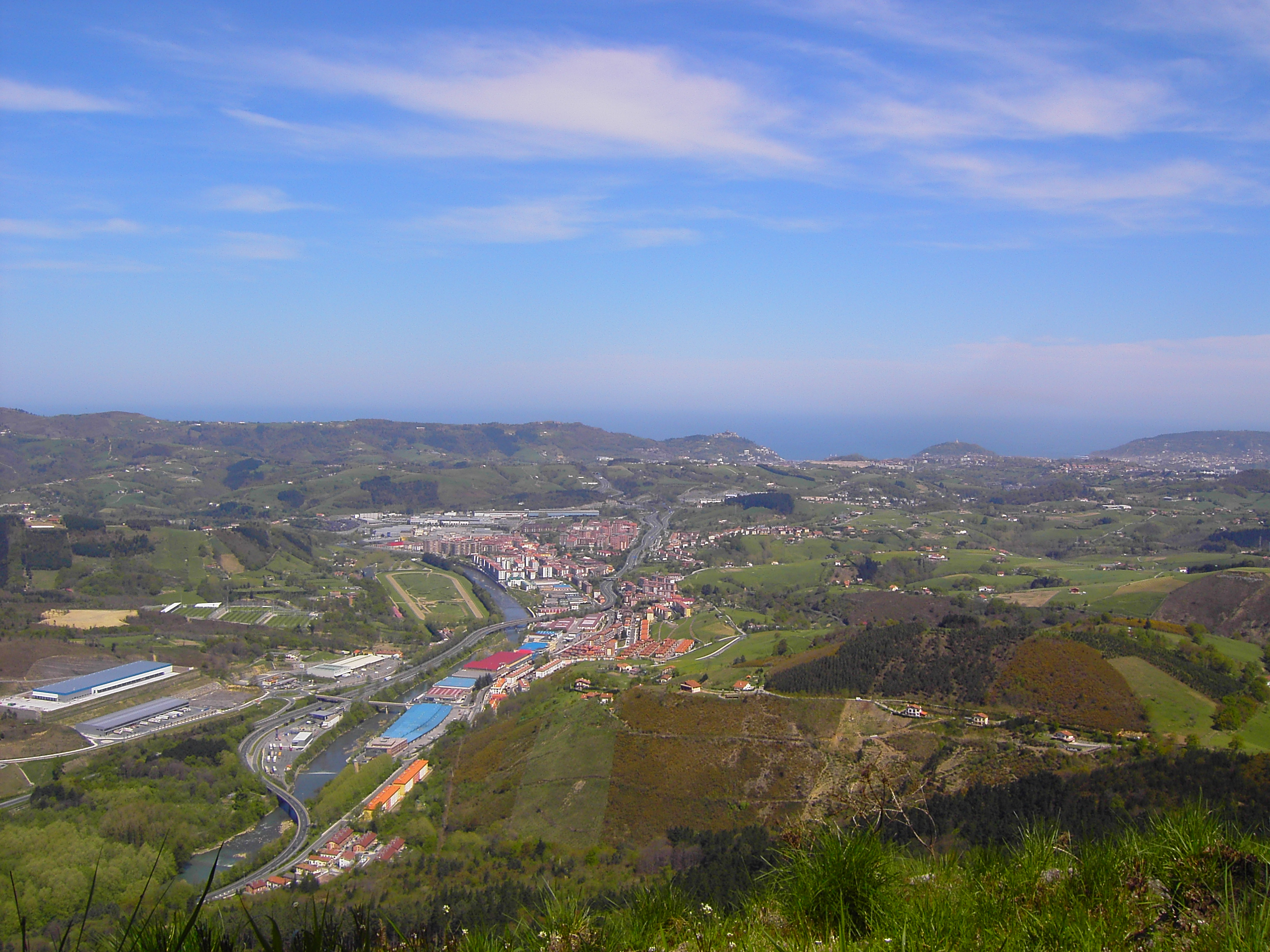
Luchtfoto

## Demografische ontwikkeling
Bron: INE; 1991-2011: volkstellingen
Opm.: Voor 1986 maakte Lasarte-Oria deel uit van de gemeenten Andoain, Hernani en Urnieta